# مسجد الأميرة الحاجة مريم
مسجد الأميرة الحاجة مريم أو مسجد الأميرة الحاجة مريم يقع المسجد في كامبونج جيرودونج على بعد حوالي أربعة وعشرين كيلو متر من مدينة بندر سري بكاوان عاصمة بروناي، تم بناء المسجد من قبل الأميرة الحاجة مريم بنت الحاج عبد العزيز.

## البناء
تم افتتاح مسجد الأميرة الحاجة مريم في لية الثامن والعشرين من ليلة الجمعة في شهر يناير كانون الثاني من عام 1999، وافتتح رسميا من قبل بادوكا سيري السلطان الحاج حسن البلقية سلطان بروناي دار السلام، الموافق يوم الجمعة الحادي عشر من شهر شوال من عام 1419 هـ بالتزامن مع الذكرى التاسعة والعشرين لتوليه الحكم.

## مرافق المسجد
لمسجد الأميرة الحاجة مريم القدرة على استيعاب حوالي 2,000 مصلي في وقت واحد، التسهيلات المتاحة في مسجد الأميرة الحاجة مريم تشمل على استكمال اجراءات الجنازة وتكفينها، بالإضافة لوجود قاعة متعددة الأغراض، وتوفير كراسي خاصة للأشخاص المعوقين على الكراسي المتحركة.

## وصلات خارجية
- موقع مسجد الأميرة الحاجة مريم على الخريطة
- ألبوم صور مسجد الأميرة الحاجة مريم